# Matija Gereb
Matija Gereb de Wingarth (na mađarskom Mátyás Geréb) (? - 1489.) je bio hrvatski ban. Dužnost je obnašao od 1483. – 1489. godine. Nosio je naslov bana Hrvatske, Slavonije i Dalmacije. U hrvatskim je listinama nosio naslov ban rusagov Dalmacije i Hrvat' i slovinskoga.
Na mjesto bana je došao umjesto Blaža Podmanickog.
Matija Gereb je bio kraljev bratić. Njegovi preci su bili iz hrvatskog plemićkog roda Kačića iz Omiša, koji se od XIII. st. kao Kacsics spominje u Ugarskoj.
Poznat je po tome što je vratio Jajce Hrvatsko-Ugarskom Kraljevstvu, zajedno s Matijom Korvinom 1463. godine, oslobodivši ga od osmanskih osvajača. 
1481. godine je njemu i njegovom bratu Petru u znak zahvalnosti za tu borbu kralj darovao grad Valpovo, čijem je vlastelinstvu onda pripadala i Podravska Moslavina.
Kraljevom darovnicom je dobio Šarengrad, kojeg je dobro utvrdio, a dobro je održavao i tamošnji samostan.
Poslije se u protuturskim ratovima proslavio 1483. godine, kad je kao hrvatski ban porazio Turke u bitki kod broda Zrinskoga na rijeci Uni 29. i 30. listopada 1483. godine.
Kralj je posjede koje je oduzeo Lovri Bánffyju Gorjanskom i Ivanu Kishorvátu od Hlapčića u istoj ispravi darovao erdeljskom biskupu Ladislavu i njegovoj braći Petru i Matiji Gerebu od Wingártha, kao i tamiškom županu Pavlu Kinizsiju. Ova darovanja isti kralj je ubrzo, nakon 4 mjeseca, a u skladu s odrednicama u međuvremenu sklopljenog mira s Maksimilijanom Habsburgovcem, morao opozvati. Gerébi, međutim, nisu htjeli priznati novonastalu situaciju pa su poveli opsežnu oružanu akciju u Vukovskoj županiji u cilju zauzimanja posjeda Lovre Bánffyja i Ivana Kishorváta. To im je i uspjelo, a posjede su Bánffy i Kishorvát vratili tek nakon smrti posljednjeg Gereba 1503. godine.
Sagradio je između 1489. i 1489. dvorac u Jastrebarskom odnosno kaštel s gradskim vratima. Danas taj dvorac poznajemo pod imenom dvorac Erdödy, po njegovim kasnijim vlasnicima. Utvrdio je brojne gradove po istoku Hrvatske, što im ih je darovao kralj, jer je kao iskusan vojnik znao koliko je bitno fortificirati gradove.
U Božjakovini, koja je od 1471. do 1489. bila posjedom hrvatskih banova, pa tako i Matije Gereba, dao je sagraditi više gospodarskih zgrada uz tvrđavu Božjakovinu (castrum Bosyaco). Osim gospodarskih ulaganja, u Božjakovini je poradio i na obrambenoj suprastrukturi, ogradivši taj grad s tvrđavom palisadama s četirima bastionima, a radi bolje obrane, bila su dvoja ulazna vrata, iznad kojih je dao izgraditi obrambene tornjeve.
Matija Gereb je umro 1489. godine. Na mjestu bana naslijedio ga je Ladislav od Egervára.